# Acerbes
Acerbes (conegut també com a Acerbas, Servius, Sicarbas i Siqueu, en grec antic Συγχαιος o Συχαιος), va ser un sacerdot d'Hèrcules a Tir. Estava casat amb Dido, la filla del rei Mutgó o Mattan I. Va morir a mans de Pigmalió, germà de Dido, que desitjava els seus tresors.
El crim es va cometre, segons diverses tradicions, durant una cacera o durant un sacrifici. Pigmalió va deixar insepult el cadàver de Siqueu (o Acerbes), i durant un temps, Dido no va saber què se n'havia fet del seu marit. Siqueu se li va aparèixer en un somni i li revelà la conjura. Va aconsellar-li que fugís i li va indicar l'indret on havia amagat una part del seu or.
Dido marxà, i a les costes de Tunísia fundà Cartago, on va erigir un santuari a Acerbes (o Siqueu) dins del palau. Guardava fidelitat al seu record. Només Eneas, per voluntat de Venus, va aconseguir els seus favors. Quan Eneas marxà de Cartago, Dido es va suïcidar, plena de remordiments per la infidelitat comesa a la memòria de Siqueu. A l'Hades es va retrobar amb el seu marit.